# Adoretus pleuralis
Adoretus pleuralis är en skalbaggsart som beskrevs av Ohaus 1914. Adoretus pleuralis ingår i släktet Adoretus och familjen Rutelidae. Inga underarter finns listade i Catalogue of Life.